# BT-5
BT-5(러시아어: БТ-5)는 BT 전차 계열에 속하는 소련의 경전차이다. 소련군은 장거리로 이동할 수 있는 속도와 짧은 작전 시간을 보유한 고속전차의 개념에 따라 BT-5를 도입했다. BT-5는 BT-2의 개량형으로, BT-2와 달리 소련제 엔진을 사용했고 주포도 BT-2가 사용하던 37 mm 전차포에서 45 mm 전차포로 변경되었다. 1933년 하리코프 기관설계국에서 생산이 시작되었다. 무장, 엔진, 외부 사통장치 등이 T-26과 비교했을 때 BT-5는 결코 밀리지 않았으며, 작동 방식은 T-26보다 BT-5가 훨씬 더 간편했다. 
BT-5는 소련군이 제2차 세계 대전 이전에 도입했던 전차 중 하나로, 1933년부터 1935년까지 2년 동안 1,887대가 생산되었다. 1935년 생산이 끝난 이후 BT-5는 BT-7의 생산에 영향을 주었다. 소련군 이외에도 중화민국 국민혁명군, 스페인 제2공화국, 핀란드 등에서 사용했다. 소련군은 1945년까지 BT-5를 운용하였고, 이후 BT 전차의 개념은 T-34를 비롯한 중형전차 및 T-54와 같은 주력전차가 계승하게 되었다.